# Racionamiento de agua en Bogotá
El racionamiento de agua en Bogotá se refiere a las medidas implementadas por las autoridades locales para regular y limitar el suministro de agua potable en la ciudad. Inició en abril de 2024 y terminó el 12 de abril de 2025. Estas acciones suelen ser necesarias durante períodos de sequía o cuando los niveles de los embalses que abastecen a la capital colombiana disminuyen significativamente. El objetivo principal es garantizar el abastecimiento equitativo y sostenible del recurso hídrico para todos los habitantes, promoviendo al mismo tiempo prácticas de ahorro y uso eficiente del agua. Estos se realizan cada 9 días en la zona de Bogotá.

## Historia
Bogotá ha enfrentado varias crisis de abastecimiento de agua a lo largo de su historia. Una de las más significativas ocurrió en 1984, cuando una sequía severa y problemas en la infraestructura llevaron a implementar racionamientos. Para mitigar la situación, se recurrió a técnicas innovadoras como el "bombardeo de nubes" para inducir lluvias. 
Más recientemente, en 2024, la ciudad volvió a enfrentar una crisis hídrica debido a una sequía prolongada y al fenómeno de El Niñoque redujeron drásticamente los niveles de los embalses, especialmente en el Sistema Chingaza, principal fuente de agua para Bogotá. Esto llevó a la implementación de un esquema de racionamiento que continúa hasta 2025, con cortes programados en diferentes zonas de la ciudad.
En respuesta a la crisis, el 4 de abril de 2024, el alcalde de Bogotá, Carlos Fernando Galán, anunció una serie de medidas de racionamiento que empezarían a ser implementadas el 11 del mismo mes, la primera vez en la historia reciente de la ciudad en la que tales medidas se han llevado a cabo, dividiendo la ciudad y los vecinos municipios cundinamarqueses de La Calera (provincia del Guavio), Cajicá, Chía, Cota, Gachancipá, Sopó, Tocancipá (provincia de Sabana Centro), Funza, Madrid, Mosquera (provincia de Sabana Occidente) y Soacha (provincia homónima) en nueve zonas en las que irían implementando cortes de agua uno por uno por 24 horas, restableciendo el servicio cuando fuese el turno de la siguiente zona, bajo un cronograma publicado el 8 de abril, el cual se repetiría cada nueve días. Las medidas de racionamiento excluyeron a la localidad de Usme, debido a que su agua potable proviene del sistema El Dorado, que mantiene niveles del 45% de su capacidad.
El 26 de junio, Galán y la directora del Acueducto, Natasha Avendaño, anunciaron que, a partir del 1 de julio, los cortes de agua se darían en cada zona cada dos días (en vez de cada día, como había sido el caso hasta entonces), lo que significaría que el calendario de cortes se repetiría ahora cada 18 días (a comparación de los nueve de antes).
Dos meses después, después de que se presenciasen niveles de lluvia menores a los esperados para el mes de agosto (siendo el del 2024 el agosto más seco registrado en 55 años), así como un aumento en los niveles de consumo, Galán dijo el 25 de agosto que esquemas más restrictivos al implantado en julio podrían introducirse, y, en el 26 del mismo mes, Avedaño no descartó la posibilidad de que los turnos diarios aplicados antes de julio podrían ser reintroducidos. El 20 de septiembre se anunció que las más estrictas medidas de racionamiento en vigor previo a julio serían reimplantadas, empezando el 29 del mismo mes. El 5 de diciembre, Galán y Avedaño anunciaron que no se harían cortes de agua entre el 23 de diciembre de 2024 y el 6 de enero de 2025, resumiendo el sistema de cortes por área el 7 de enero.
El 15 de abril, los alcaldes de los municipios de Cogua, Nemocón y Zipaquirá, en la parte norte de la provincia de Sabana Centro en Cundinamarca, se reunieron para discutir una serie de políticas de ahorro de agua con el fin de evitar tener que implementar una política de racionamiento como la de Bogotá. Acordaron así restricciones en el uso de agua para lavar carros y fachadas, así como prohibir el acceso a la reserva hidráulica de los municipios.
El racionamiento terminó el 12 de abril de 2025. terminando en el turno 9 e iniciando el turno 1. 

### Antecedentes
Crisis de 1984: En enero de 1984, la ciudad enfrentó una grave escasez de agua debido a una sequía prolongada y al cierre del túnel Palacio-Rioblanco, esencial para el transporte de agua del sistema Chingaza. Para mitigar la situación, se recurrió a la técnica de "bombardeo de nubes" en colaboración con la NASA, con el objetivo de inducir lluvias sobre los embalses.

## Turnos
| Turno | Localidades y Municipios |
| ----- | --- |
| 3     | Barrios en las localidades de Barrios Unidos, Suba y Usaquén. |
| 4     | Barrios en las localidades de Bosa, Ciudad Bolívar, Kennedy, Puente Aranda, Tunjuelito y Soacha (Cazucá). |
| 5     | Barrios en las localidades de La Candelaria, Ciudad Bolívar, Rafael Uribe Uribe, San Cristóbal, Santa Fe y Tunjuelito.                                                                                       |
| 6     | Barrios en las localidades de Suba, Ciudad Bolívar y Soacha. |
| 7     | Barrios en las localidades de Fontibón, Kennedy; y puntos de suministro en Funza, Madrid y Mosquera. |
| 8     | Barrios en las localidades de Antonio Nariño, Bosa, La Candelaria, Chapinero, Kennedy, Los Mártires, Rafael Uribe Uribe, San Crist ... Usaquén; además de los puntos de suministro de La Calera y Arboretto. |
| 9     | Barrios en las localidades de Usaquén y Suba; y puntos de suministro en Chía, Cajicá, Cojardín, Sopó y Tocancipá.                                                                                            |
| 1     | Barrios en las localidades de Antonio Nariño |
| 2     | Barrios en las localidades de Engativá y Fontibón; y la zona industrial de Cota. |

Los turnos de razonamiento inicianban a las 8:00AM y terminan a las 8:00AM del día siguiente.

## Impacto
La población de Bogotá tuvo que afrontar diversos retos debido a este problema:
- Adaptación de hábitos diarios: Los residentes han ajustado sus rutinas, almacenando agua y reduciendo el consumo en actividades como ducharse y lavar platos.
- Concientización ambiental: La crisis ha aumentado la conciencia sobre la importancia de conservar el agua y proteger los ecosistemas que la generan.
- Solidaridad comunitaria: Se han formado redes vecinales y grupos de apoyo para compartir recursos y estrategias de ahorro.
- Impacto económico: Sectores como la agricultura y la industria han enfrentado desafíos debido a la escasez de agua, afectando la producción y los costos operativos.[6]

### Opinión presidencial
La opinión de los políticos define los planes y acontecimientos ocurridos según el punto de vista político, entre ellos se encuentran:
- Carlos Fernando Galán: Defiende el racionamiento como una medida necesaria para garantizar el suministro de agua en la ciudad. Durante un debate en el Senado, destacó que el racionamiento ha permitido almacenar 18 millones de metros cúbicos adicionales en el embalse de Chingaza, lo que no habría sido posible sin esta medida.[7]

- María José Pizarro: Propone un enfoque integral que incluya políticas azules para la protección de cuerpos de agua, políticas verdes para la reforestación y la recuperación de ecosistemas, y una mayor participación ciudadana en la gestión del agua.[7]

- Gustavo Petro: Considera que los racionamientos de agua son insuficientes y enfatiza la necesidad de cambios radicales para abordar la crisis hídrica en Bogotá. Crítica el modelo de crecimiento urbano que no ha considerado el equilibrio con el medio ambiente, lo que ha llevado a la escasez de agua.[7]